# Pedro Albizu Campos
Pedro Albizu Campos (Ponce, 12 de septiembre de 1891 - San Juan, 21 de abril de 1965) fue un político y líder independentista puertorriqueño. Fue la figura más relevante en la lucha por la independencia de Puerto Rico durante el siglo XX. Se le conocía como “El maestro”, “Don Pedro” y “El último libertador de América”.

## Biografía
Nació el 12 de septiembre de 1891. Su padre, Alejandro Albizu Romero, era un funcionario del gobierno español nacido en Ponce en 1843 y fallecido en 1965, a los 76 años. Alejandro Albizu era a su vez hijo de Antonio Albizu Ordóñez, nacido en Cumaná (Venezuela) en 1808, hijo del navarro José Joaquín Albizu Rodríguez de Arellano. Los abuelos paternos de Albizu, venezolanos de origen español, se establecieron en Puerto Rico tras la independencia de Venezuela debido a su apoyo a la causa realista. Su madre, Juana Campos, era una antigua esclava mulata.
Alejandro Albizu no reconoció su paternidad hasta 1910 al haber engendrado a Pedro fuera del matrimonio, por lo cual durante sus primeros años Pedro Albizu era conocido solo por su apellido materno, Campos. 
En la Universidad de Vermont Boston estudió ciencias y se especializó en el campo de la ingeniería química, mientras en Harvard estudió derecho. En Boston se solidarizó con las luchas de liberación nacional de Irlanda y de la India. Hizo amigos entre los independentistas de ambas naciones, entre los que se encontraban Subhas Chandra Bose, líder nacionalista indio que acompañaría a Mahatma Gandhi en su gesta libertadora, y Éamon de Valera, político irlandés que posteriormente sería presidente del país tras la independencia. Durante la Primera Guerra Mundial (1914-1918) sirvió en el Ejército de los Estados Unidos por 4 años consecutivos.
En 1921 terminó su carrera universitaria y regresó a Puerto Rico para trabajar como abogado, pero sin aceptar rendir sus servicios a las corporaciones existentes en el país. Consideró que era su deber orientar a los puertorriqueños en cuanto a lo que entendía que era la conveniencia de terminar con su condición colonial.

El valor más permanente en el hombre es el valor. El valor es la suprema virtud del hombre y se cultiva como se cultiva toda virtud y se puede perder como se pierde toda virtud. El valor en el individuo es un supremo bien. De nada vale al hombre estar lleno de sabiduría y de vitalidad física si le falta el valor. De nada vale a un pueblo estar lleno de vitalidad, y de sabiduría si le falta el valor
Pedro Albizu Campos, 1936.

Ingresó en el Partido Nacionalista de Puerto Rico (PNPR) que tenía como objetivo irrenunciable la plena independencia de la isla. Por encargo del mismo, viajó por varios países de América Latina con el propósito de recabar su solidaridad a favor de la independencia de Puerto Rico, y colaboró con la Liga Antiimperialista de las Américas (LADLA). El 11 de mayo de 1930 fue elegido presidente del PNPR.
En 1932 concurrió a las elecciones legislativas, en las que obtuvo poco apoyo, con algo más de 5000 votos. Posteriormente, acordó no concurrir más a elecciones convocadas por la administración estadounidense y a no acatar el servicio militar obligatorio. Tras pasar a la lucha armada, Albizu fue condenado en 1936 por conspirar para derrocar el gobierno de los Estados Unidos en la isla y por varios actos violentos en contra del gobierno. Ese mismo año, Albizu Campos y los principales líderes nacionalistas fueron detenidos y trasladados a una prisión de Atlanta. Entre los arrestados, además de Albizu Campos, se encontraban los poetas Juan Antonio Corretjer y Clemente Soto Vélez.

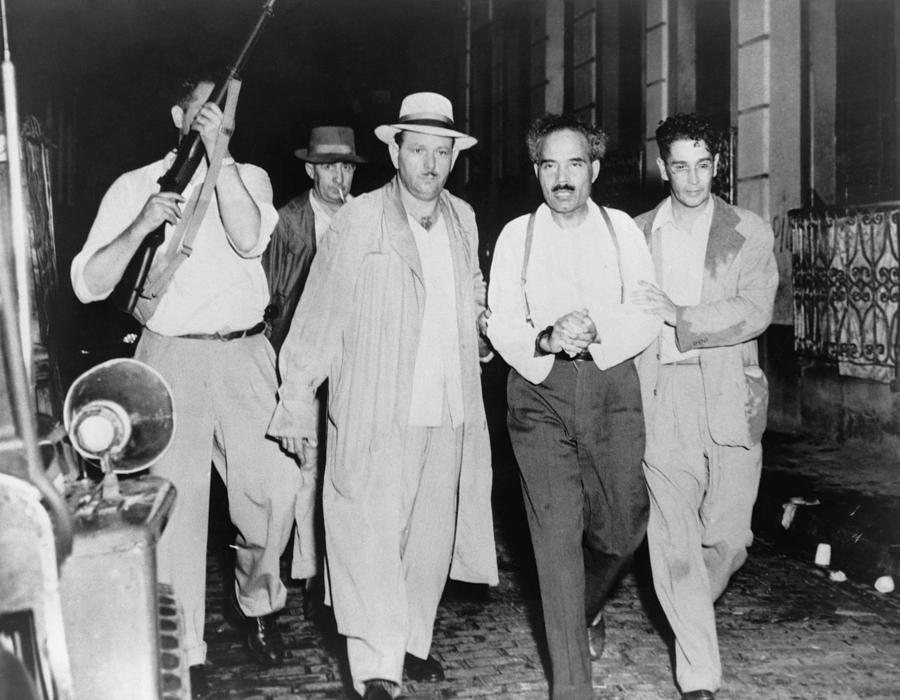
Albizu Campos siendo arrestado en 1950

En 1947 Albizu regresa a Puerto Rico, tras 11 años preso en EE. UU.. Comenzaban los preparativos para una lucha armada con el objetivo de demostrar que había oposición a los planes para la solución definitiva del estatus con la instauración del Estado Libre Asociado.
El 30 de octubre de 1950 se produjo el Grito de Jayuya, que incluyó un atentado al presidente Harry S. Truman, del cual Albizu fue considerado responsable. Él y otros líderes fueron encarcelados de nuevo, pero esta vez en Puerto Rico. En 1953 el gobernador de la isla, Luis Muñoz Marín, indultó a Albizu. En 1954 ocurrió un atentado a la Cámara de los Representantes de Estados Unidos y se revocó el indulto.
En la cárcel, la salud de Albizu Campos se deterioró. Se comenzó a especular sobre su salud mental y en 1956 sufrió un derrame cerebral en prisión, siendo trasladado al Hospital Presbiteriano de San Juan de Puerto Rico, donde permaneció ingresado bajo una fuerte vigilancia policial. Albizu Campos afirmaba que fue objeto de experimentos con radiación durante su presidio. Algunos funcionarios sugirieron que Albizu estaba loco, aunque muchos médicos lo examinaron y encontraron síntomas de radiación. El doctor Orlando Damuy, presidente de la Asociación de Cáncer de Cuba, viajó a Puerto Rico para examinar a Albizu. Las quemaduras en su cuerpo, según dijo el doctor Damuy, se debían a la intensa radiación a la que había sido expuesto. Albizu Campos no recibió ninguna atención médica durante cinco días.

"En la cárcel o frente a la muerte renovamos nuestros votos de consagración a la causa de la independencia patria."
Pedro Albizu Campos.

El 15 de noviembre de 1964, Albizu fue indultado de nuevo por Muñoz Marín, lo cual levantó serias críticas en los sectores contrarios a la independencia. Finalmente, Pedro Albizu Campos falleció el 21 de abril de 1965. Fue enterrado en el cementerio Santa María Magdalena de Pazzis. Su entierro fue uno de los más concurridos que se han celebrado en toda la historia de Puerto Rico (75.000 personas).
En 1994, bajo la administración del presidente Bill Clinton, el Departamento de Energía reveló que llevó a cabo experimentos con radiación en seres humanos. Estos experimentos se llevaron a cabo sin el consentimiento de los prisioneros, durante las décadas de 1950 a 1970. Se alega que Pedro Albizu Campos fue una de las víctimas de este experimento.

## Ideología
Uno de los primeros en desarrollar argumentos para invalidar el Tratado de París (1898) fue Pedro Albizu Campos: "La Madre Patria, España, la hidalga fundadora de la moderna civilización mundial, reconoció este principio fundamental de relación internacional como lo exponían nuestros antepasados del 1868 (Gobierno de la Primera República Española y su idea del federalismo que incluía a Puerto Rico), y concedió a Puerto Rico la Magna Carta Autonómica (de 1897), en virtud de la cual las relaciones entre España y Puerto Rico habrían de ser reguladas por tratados (autonómicos según regulaba la Carta Autonómica de 1897, que no internacionales), así reconociendo a nuestro país (Puerto Rico como pueblo) como una nación soberana (reconocida la "nacionalidad puertorriqueña"), libre e independiente (del gobierno central de Madrid, que no de España, en sus asuntos propios según marcaba la Carta Autonómica de 1897). Este reconocimiento de nuestro lugar en la familia de naciones libres era irrevocable (giro a la independencia puertorriqueña frente a la anexión norteamericana) y obligatorio para todos los poderes, y nunca pudo estar a merced de las vicisitudes de las guerras de nuestra Madre Patria o de ninguna otra guerra. El tratado de París, impuesto por la fuerza por Estados Unidos a España, el 11 de abril de 1899, es nulo y sin valor en lo que atañe a Puerto Rico. Por tanto, la intervención militar de Estados Unidos en nuestra patria, es sencillamente uno de los actos más brutales y abusivos que se haya perpetrado en la historia contemporánea." Sus críticos dicen que "no logró atraer y ofrecer soluciones concretas a los pobres y a la clase obrera en lucha y, por tanto, fue incapaz de extender la revolución a las masas."

## Legado

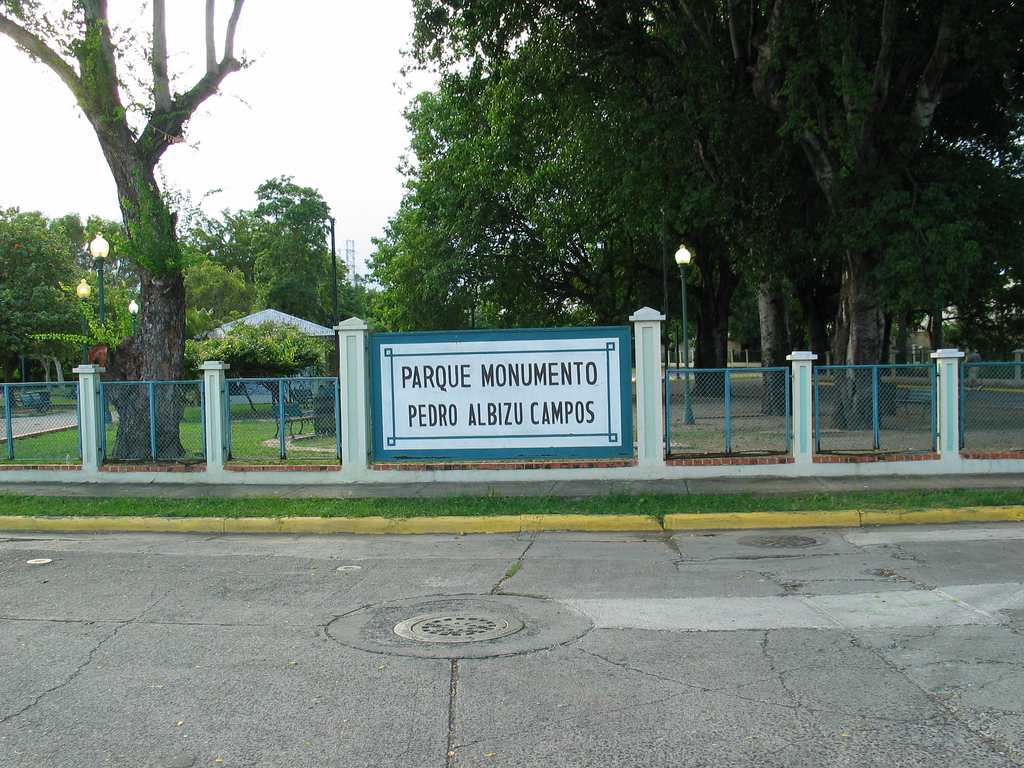
El Parque Pedro Albizu Campos construido en su lugar de nacimiento: la comunidad de Tenerías del Barrio Machuelo Abajo, Ponce, Puerto Rico.

El legado de Pedro Albizu Campos es objeto de discusión entre partidarios y detractores. Lolita Lebrón lo llamó "el líder más visionario de Puerto Rico" y los nacionalistas lo consideran "uno de los más grandes patriotas de la isla del siglo XX". Al describir su legado, el científico social Juan Manuel Carrión escribió que "Albizu sigue representando un desafío contundente al tejido mismo del orden político colonial [de Puerto Rico]". "Sus seguidores afirman que las acciones políticas y militares de Albizu sirvieron de base para un cambio positivo en Puerto Rico, incluyendo la mejora de las condiciones laborales de los campesinos y los trabajadores, una evaluación más precisa de la relación colonial entre Puerto Rico y los Estados Unidos, y una toma de conciencia por parte del establecimiento político en Washington D. C. de esta relación colonial. Los partidarios afirman que el legado es el de un sacrificio ejemplar para la construcción de la nación puertorriqueña... un legado de resistencia al dominio colonial.

### Archivos del FBI sobre Albizu Campos
En la década de 2000, los archivos del Buró Federal de Investigaciones (FBI) publicados bajo la Ley por la Libertad de la Información, revelaron que la oficina del FBI de San Juan se coordinó con las oficinas del FBI en Nueva York, Chicago y otras ciudades, en una vigilancia de décadas sobre Albizu y los puertorriqueños que tenían contacto o comunicación con él. Estos documentos pueden verse en línea, incluyendo algunos tan recientes como 1965.

## fuentes
1. ↑  Jeifets, Víctor. (2015). Internacional Comunista y América Latina, 1919-1943 : Diccionario biográfico. Ariadna Ediciones. ISBN 9789568416393. OCLC 982239564. Consultado el 5 de octubre de 2019.
2. ↑  Federico Ribes Tovar, Albizu Campos: Puerto Rican Revolutionary, p. 136-139; Plus Ultra Publishers, 1971
3. ↑  Rosado, Marisa; Pedro Albizu Campos; pub. Ediciones Puerto, 2008; p. 386. ISBN 1-933352-62-0
4. ↑  Torres, Heriberto Marín; Eran Ellos, pub. Ediciones Ciba, 2000; pp. 32-62
5. ↑  Federico Ribes Tovar, Albizu Campos: Puerto Rican Revolutionary, Plus Ultra Publishers, 1971; pp. 136-139.
6. ↑  «Dr. Pedro Albizu Campos». Archivado desde el original el 2 de mayo de 2009. Consultado el 3 de mayo de 2009.
7. ↑  U.S. Seeks People in Radiation Tests; The New York Times; 25 de diciembre 1993. visto 29 de octubre 2013.
8. ↑  "Advisory Committee on Human Radiation Experiments", National Security Archives, George Washington University, visto 26 de julio 2010
9. ↑  Victor Villanueva, "Colonial Memory and the Crime of Rhetoric: Pedro Albizu Campos", common reading assignment, Washington State University, American Studies. published in 'College English 71 ( 6). julio de 2009. National Council of Teachers of English. También apareció como "Colonial Research: A Preamble to a Case Study," en Beyond the Archives: Research as a Lived Process, Gesa Kirsch and Liz Rohan, eds. Southern Illinois University Press, pp. 636
10. ↑  ALBIZU CAMPOS, Pedro (2007): "Nulidad del Tratado de Paris", Escritos, Publicaciones Puertorriqueñas Editores, 2007.
11. ↑  La Nación puertorriqueña: ensayos en torno a Pedro Albizu Campos. Juan Manuel Carrión, Teresa C. Gracia Ruiz, Carlos Rodríguez-Fraticelli, eds. p.12. University of Puerto Rico Press. 1993.
12. ↑  «NY Latino Journal Retrieved June 20, 2014». Archivado desde el original el 26 de agosto de 2009. Consultado el 27 de enero de 2022.
13. ↑  Ray Quintanilla. "From rebel to peacemaker." The Chicago Tribune. 9 January 2006
14. ↑  Juan Manuel Carrión. "Two variants of Caribbean nationalism: Marcus Garvey and Pedro Albizu Campos." p. 27. Centro Journal. Spring 2005.
15. ↑  Juan Manuel Carrión. "Two variants of Caribbean nationalism: Marcus Garvey and Pedro Albizu Campos." p. 42. Centro Journal. Spring 2005.
16. ↑  Marisa Rosado, Pedro Albizu Campos: Las Llamas de la Aurora (San Juan, PR: Ediciones Puerto, Inc., 2008), pp. 210–217, 244–248, 313–397.
17. ↑  «FBI Files on Pedro Albizu Campos». Archivado desde el original el 6 de agosto de 2014. Consultado el 27 de enero de 2022.
18. ↑  «FBI Files on Surveillance of Puerto Ricans in general». Archivado desde el original el 6 de agosto de 2014. Consultado el 27 de enero de 2022.